# شوتا موريشيما
شوتا موريشيما (森嶋秀太 موريشيما شوتا) هو مؤدي أصوات ياباني ولد في 13 أغسطس 1983 في محافظة نييغاتا.

## أدواره في الأنمي

### مسلسلات أنمي تلفزيونية
- دي دي قبضة نجم الشمال - بات
- ديفل سرفايفر 2 ذي أنيميشن - تيكو (الذكر)
- تشايكا أميرة التابوت - ماتيوس كالاواي
- تشايكا أميرة التابوت AVENGING BATTLE - ماتيوس كالاواي
- نحن ميلكي هولمز - أوبرا كوباياشي
- أوبرا المحققين ميلكي هولمز TD - أوبرا كوباياشي
- فيوتشركارد باديفايت - باكو أوموري
- فيوتشركارد باديفايت 100 - باكو أوموري
- فيوتشركارد باديفايت إيس - ماساتو ريكوؤو
- إيشيدا و أساكورا - إيشيدا
- كاردفايت!! فانغارد - شين نيتا
- كاردفايت!! فانغارد: آسيا سيركيت - شين نيتا
- كاردفايت!! فانغارد: لينك جوكر - شين نيتا
- كاردفايت!! فانغارد: ليجن ميت - شين نيتا
- كاردفايت!! فانغارد G - شين نيتا
- كاردفايت!! فانغارد (2018) - شين نيتا

### أفلام أنمي
- كاردفايت!! فانغارد: نيون ميسايا - شين نيتا

## أدواره في الدبلجة اليابانية
- ليغو نينجاغو: أبطال السبينجيتسو - كاي